# سانتا في دي موندوجار
بلدية مندوجر أو شَنتَفِي مندوجر (بالإسبانية: Santa Fe de Mondújar), هي بلدية تقع في مقاطعة المرية. جنوب شرق إسبانيا. يبلغ عدد سكانها 437 نسمة.

## وصلات خارجية
- نسخة محفوظة 10 مارس 2007 على موقع واي باك مشين. (بالإسبانية)